# Karbinhake

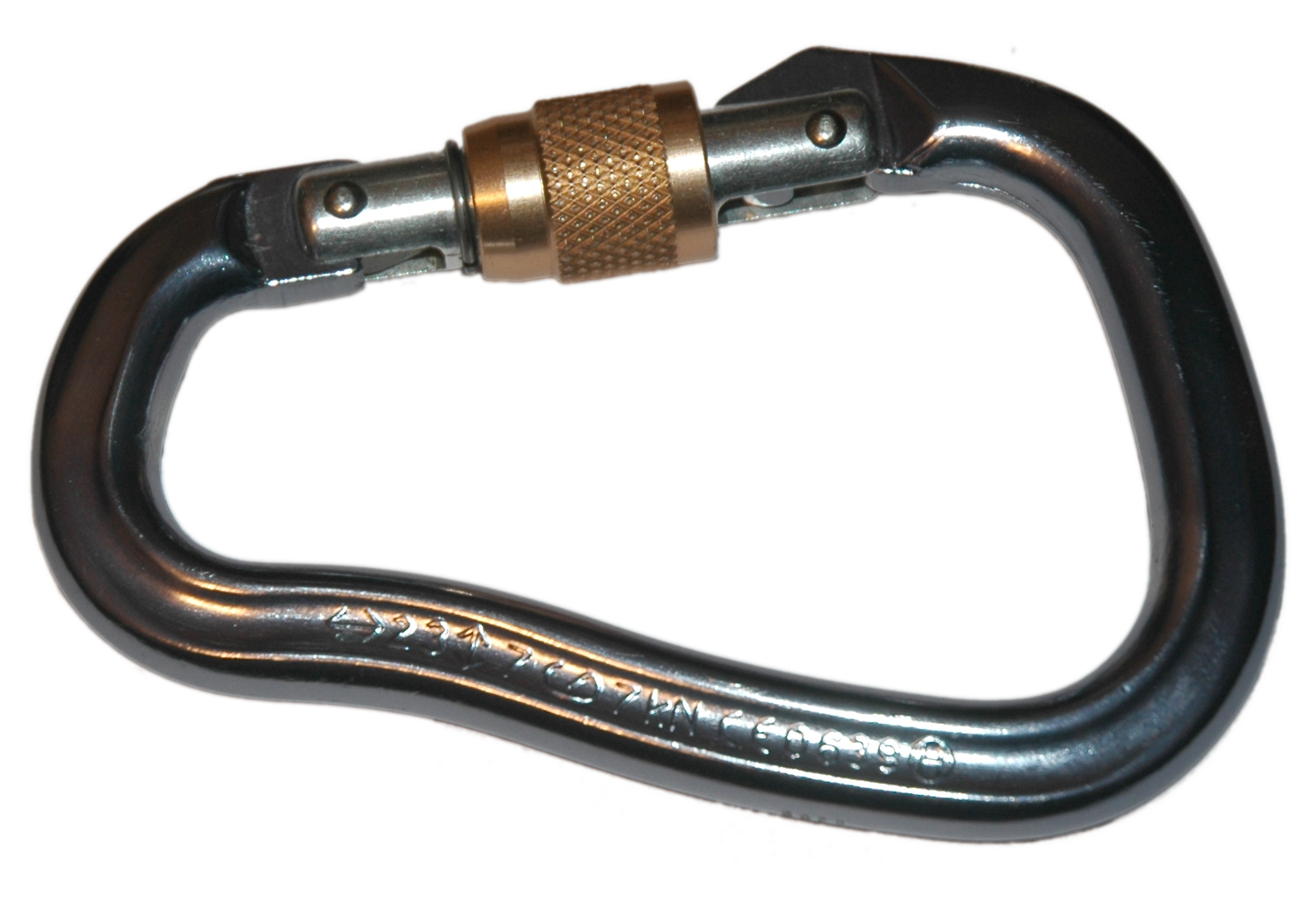
Karbinhake för klättring med skruvlås för extra säkerhet.

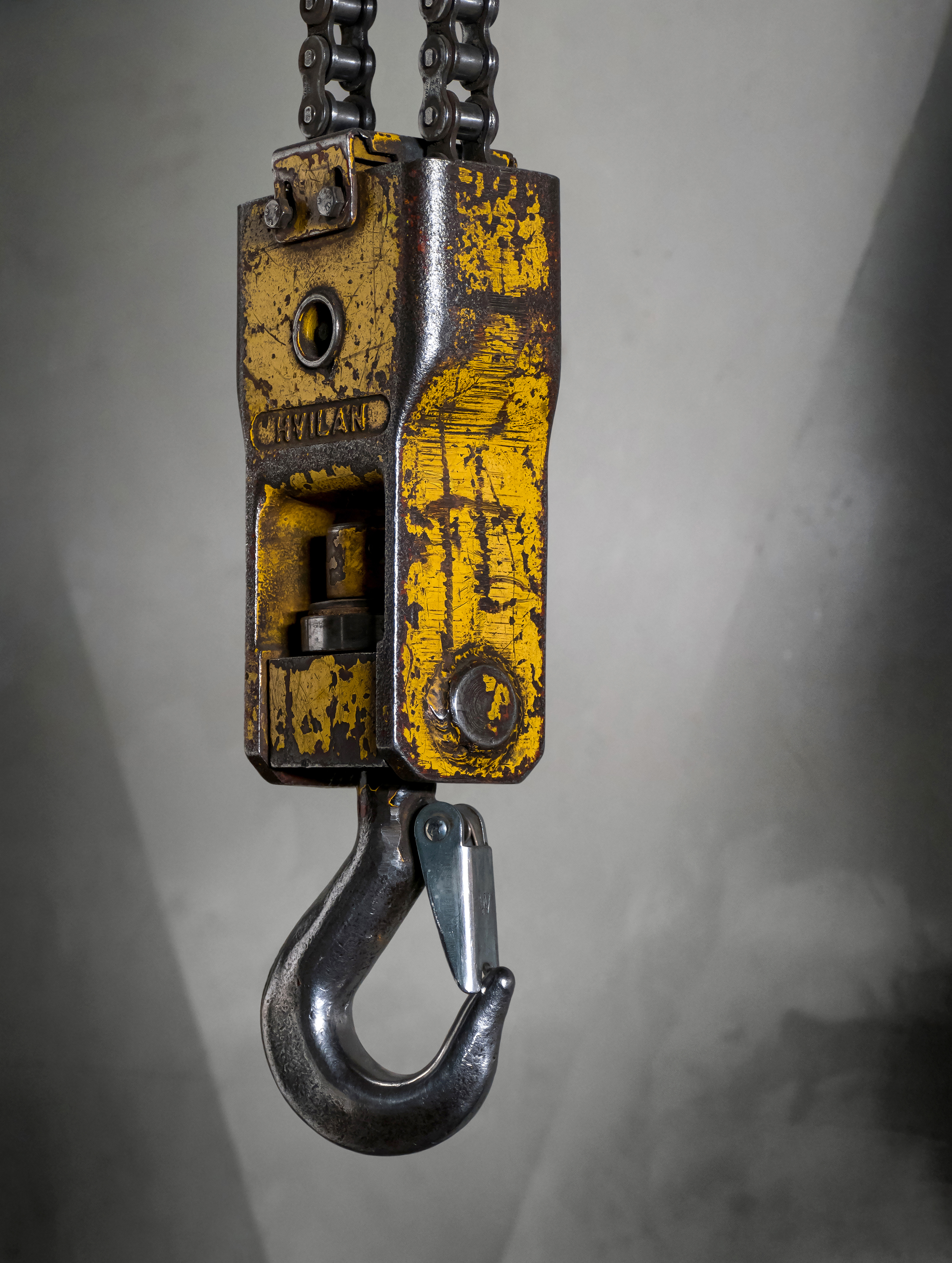
Karbinhake för lastsäkring på ett lyftdon.

En karbinhake är en metallring med en fjädrande stängningsarm. 

## Historia
Karbinhakar användes ursprungligen, precis som det låter, för att snabbt haka av och på karbinen (en kortare musköt) på 1600-, 1700- och 1800-talet. Karbinen hakades fast i karbinhaken av järn som i sin tur satt fast i en karbinrem av läder över vänster axeln på ryttaren.

## Användningsområden
Utseendet har inte förändrats nämnvärt och numera används karbinhaken även till en mängd saker som snabbt behöver kunna kopplas fast och loss, till exempel rep, kätting eller vajer. Karbinhaken har en fjädrande klaff som normalt håller den stängd. 
Karbinhakar för klättring är typiskt utrustade med någon extra säkerhetsfunktion i låset (till exempel en hylsa som skruvas över) för att förhindra olyckor om fjädern skulle gå sönder.
Till vardags brukas små enkla karbinhakar för att exempelvis fästa nycklar, en vattenflaska eller en mobiltelefonväska i bältet.